# 686 Gersuind
686 Gersuind је астероид главног астероидног појаса са пречником од приближно 41,13 .
Афел астероида је на удаљености од 3,285 астрономских јединица (АЈ) од Сунца, а перихел на 1,889 АЈ.
Ексцентрицитет орбите износи 0,269, инклинација (нагиб) орбите у односу на раван еклиптике 15,679 степени, а орбитални период износи 1520,499 дана (4,162 године).
Апсолутна магнитуда астероида је 9,67 а геометријски албедо 0,141.
Астероид је откривен 15. августа 1909. године.